# Obarza zernyi
Obarza zernyi är en fjärilsart som beskrevs av Emilio Berio 1940. Obarza zernyi ingår i släktet Obarza och familjen nattflyn. Inga underarter finns listade i Catalogue of Life.